# تورویک، استان پومرانیان
تورویک، استان پومرانیان (به لاتین: Turowiec, Pomeranian Voivodeship) یک منطقهٔ مسکونی در لهستان است که در Gmina Brusy واقع شده‌است.

## خصوصیات
تورویک ۳ نفر جمعیت دارد.